# Sinopachys mandarinus
Sinopachys mandarinus là một loài bọ cánh cứng trong họ Cerambycidae.